# Рваная рана

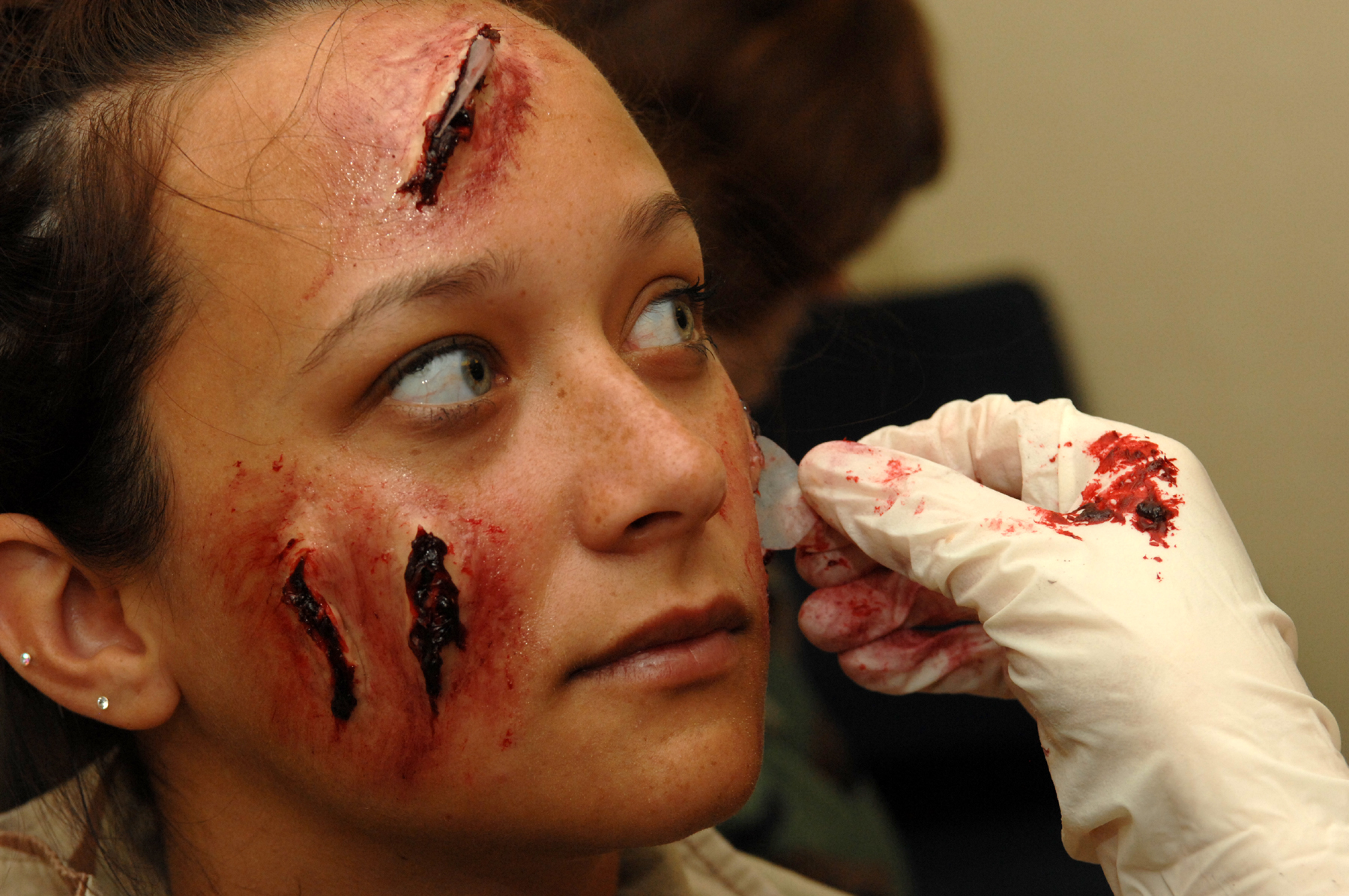
Рваная рана

Рва́ная ра́на (лат. vulnus laceratum) — рана, образующаяся при таком воздействии механического повреждающего фактора на мягкие ткани, которое превышает их физическую способность к растяжению. Края её всегда имеют неправильную форму, отмечаются отслоения или отрывы тканей и разрушение тканевых элементов на значительном участке.
Морфологические фазы раны: воспаление, регенерация, фаза реорганизации рубца и эпителизации.

## Лечение
Лечение включает в себя временную остановку кровотечения, наложение повязки, транспортную иммобилизацию. Для уменьшения интенсивности болевого синдрома пострадавшему рекомендуются различные имеющиеся в наличии анальгетики. Наиболее результативно применение наркотических анальгетиков (трамадол) на этапе транспортировки больного в медицинское учреждение и при оказании врачебной помощи. Транспортировку больного с рваной раной следует осуществлять в щадящем режиме (для снижения интенсивности боли) в максимально краткие сроки, так как по мере увеличения времени от момента травмы нарастает вероятность гнойных осложнений. С целью предупреждения развития гнойных осложнений необходимо назначение системных антибиотиков широкого спектра действия и тщательного промывания раны антисептическими растворами (фурацилин).